# Axel Bäck
Axel Erik Bäck (ur. 23 grudnia 1987 w Brukseli) – szwedzki narciarz alpejski, brązowy medalista mistrzostw świata.

## Kariera
Po raz pierwszy na arenie międzynarodowej pojawił się 1 marca 2003 roku w Huddinge, gdzie w zawodach FIS Race nie ukończył slalomu. W 2006 roku wystartował na mistrzostwach świata juniorów w Quebecu, gdzie jego najlepszym wynikiem było 43. miejsce w zjeździe. Podczas rozgrywanych rok później mistrzostw świata juniorów w Altenmarkt zajął między innymi 29. miejsce w gigancie.
W zawodach Pucharu Świata zadebiutował 27 stycznia 2009 roku w Schladming, nie kończąc slalomu. Pierwsze pucharowe punkty wywalczył 15 listopada 2009 roku w Levi, zajmując 15. miejsce w tej samej konkurencji. Na podium zawodów tego jedyny raz stanął 6 marca 2011 roku w Kranjskiej Gorze, kończąc slalom na drugiej pozycji. W zawodach tych wyprzedził go tylko Austriak Mario Matt, a drugie miejsce zajął ex aequo z Nolanem Kasperem z USA. Najlepsze wyniki osiągnął w sezonie 2010/2011, kiedy zajął 40. miejsce w klasyfikacji generalnej, a w klasyfikacji slalomu był czternasty.
Na mistrzostwach świata w Garmisch-Partenkirchen w 2011 roku otrzymał brązowy medal w rywalizacji drużynowej. Na tych samych mistrzostwach był też jedenasty w slalomie. W tej samej konkurencji startował także na igrzyskach olimpijskich w Vancouver w 2010 roku i rozgrywanych cztery lata później igrzyskach w Soczi, jednak w obu przypadkach nie ukończył rywalizacji.

## Osiągnięcia

### Igrzyska olimpijskie
| Miejsce | Dzień     | Rok  | Miejscowość | Konkurencja | Czas biegu  | Strata | Zwycięzca        |
| ------- | --------- | ---- | ----------- | ----------- | ----------- | ------ | ---------------- |
| DSQ2    | 23 lutego | 2010 | Vancouver   | Slalom      | 1:39,32 min | -      | Giuliano Razzoli |
| DSQ2    | 22 lutego | 2014 | Soczi       | Slalom      | 1:41,84 min | -      | Mario Matt       |

### Mistrzostwa świata
| Miejsce | Dzień     | Rok  | Miejscowość | Konkurencja | Czas biegu  | Strata  | Zwycięzca            |
| ------- | --------- | ---- | ----------- | ----------- | ----------- | ------- | -------------------- |
| 3.      | 16 lutego | 2011 | Ga-Pa       | Drużynowo   | -           | -       | Francja              |
| 11.     | 20 lutego | 2011 | Ga-Pa       | Slalom      | 1:41,72 min | +1,77 s | Jean-Baptiste Grange |

### Mistrzostwa świata juniorów
| Miejsce | Dzień    | Rok  | Miejscowość | Konkurencja | Czas biegu  | Strata  | Zwycięzca            |
| ------- | -------- | ---- | ----------- | ----------- | ----------- | ------- | -------------------- |
| 43.     | 2 marca  | 2006 | Québec      | Zjazd       | 1:27,26 min | +4,19 s | Christopher Beckmann |
| DNF     | 4 marca  | 2006 | Québec      | Supergigant | 1:11,81 min | –       | Michael Sablatnik    |
| DNF1    | 5 marca  | 2006 | Québec      | Slalom      | 1:32,98 min | –       | Mikkel Bjørge        |
| DNF2    | 6 marca  | 2006 | Québec      | Gigant      | 2:20,50 min | –       | Stefan Guay          |
| DNF     | 6 marca  | 2007 | Altenmarkt  | Zjazd       | 1:38,41 min | –       | Beat Feuz            |
| 53.     | 8 marca  | 2007 | Altenmarkt  | Supergigant | 1:07,77 min | +5,94 s | Beat Feuz            |
| 29.     | 9 marca  | 2007 | Altenmarkt  | Gigant      | 2:14,01 min | +3,64 s | Marcel Hirscher      |
| DNF1    | 10 marca | 2007 | Altenmarkt  | Slalom      | 1:49,45 min | -       | Matic Skube          |

### Puchar Świata

#### Miejsca w klasyfikacji generalnej
- sezon 2009/2010: 64.
- sezon 2010/2011: 40.
- sezon 2011/2012: 63.
- sezon 2012/2013: 81.
- sezon 2013/2014: 52.
- sezon 2014/2015: 52.
- sezon 2015/2016: 109.

#### Miejsca na podium w zawodach
1. Kranjska Gora – 6 marca 2011 (slalom) – 2. miejsce